# R. G. Collingwood
Robin George Collingwood (22 de fevereiro de 1889 – 9 de janeiro de 1943) foi um filósofo, historiador e arqueólogo britânico.

## Biografia
Filho do acadêmico William Gershom Collingwood, professor de Belas Artes na Universidade de Reading, ingressou na Universidade de Oxford em 1908, onde estudou Filosofia, foi apontado como "guardião" do Pembroke College em 1912. Collingwood, que realizaria todas as suas atividades na referida instituição, tornou-se conhecido por seu trabalho sobre a história antiga, devido às inúmeras escavações dirigidas entre 1911-1934. Sofreu influência de idealistas italianos como Benedetto Croce, Giovanni Gentile e Guido de Ruggiero, este último era um amigo íntimo. Outras importantes influencias foram as de Immanuel Kant, Giambattista Vico, F. H. Bradley, Alfred North Whitehead e Samuel Alexander.
Durante boa parte da vida dedicou-se a estudar a relação entre História e Filosofia. O pensador Inglês defendeu com veemência a necessidade, de acordo com sua opinião, de unirmos o conceito de experiência metafísica a temas clássicos da História. Suas teorias epistemológicas, que foram descritas como "intelectuais" pela crítica, foram em grande parte incluídas nos volumes intitulados Ensaio sobre o  método filosófico (1933), Ensaio sobre a metafísica (1940), Ensaio sobre a filosofia da história, A Ideia de História (1946) e Princípios da filosofia artística. Entre 1911 e 1934, Collingwood concentrou seus estudos na área da arqueologia, publicando obras como A Arqueologia da Bretanha Romana, em 1930, e Bretanha Romana e os Assentamentos Ingleses, em 1936. Simultaneamente, publicou vários estudos sobre a figura de Croce e escreveu uma Autobiografia (1939). No campo da teoria da história, Collingwood é mais conhecido por sua obra póstuma, The Idea of History. Nesse trabalho fragmentado, aleatoriamente editado e apenas parcialmente revisado pelo autor, foi agregado uma segunda parte, intitulada Epilegômenos, cujos textos são de origem diversa.
Uma das mais importantes contribuições de R. G. Collingwood é o conceito de imaginação histórica, associado ao que Collingwood intitula “critério da verdade histórica”, ou seja a ideia de que a história, sendo um tipo de conhecimento dedutivo daquilo que é transitório, não pode extrair certezas das fontes porque é a veracidade das afirmações da própria fonte que está em questão: “ [...] para o historiador não pode haver nunca fontes autorizadas, porque estas proferem um veredicto que só ele pode lançar”. Por isso o historiador deve transcender aquilo que as fontes lhe dizem através de um modo construtivo, procedendo a uma interpolação entre as afirmações feitas pelas fontes com outras, deduzidas das mesmas. A imaginação histórica utiliza-se de um processo re-construtivo das conexões internas entre dois eventos (a posição de um navio, em alto-mar em E1t1 e E2t2, por exemplo).

## Obra

### Filosofia
- 1916 — Religião e Filosofia (Religion and Philosophy)
- 1920 — Filosofia de Ruskin (Ruskin's Philosophy)
- 1924 — Speculum Mentis ou o Mapa do Conhecimento (Speculum Mentis or the Map of Knowledge)
- 1933 — Linhas Gerais de uma Filosofia da Arte (Outlines of a Philosophy of Art)
- 1933 — Um Ensaio sobre o Método Filosófico (An Essay on Philosophical Method)
- 1938 — Os Princípios da Arte (The Principles of Art)
- 1939 — Uma Autobiografia (An Autobiography, Neuauflage mit neuer Einleitung von Stephen Toulmin: 1978)
- 1940 — Um Ensaio sobre Metafísica (An Essay on Metaphysics)
- 1940 — O Registro do Primeiro Companheiro (The First Mate's Log)
- 1942 — O Novo Leviatã ou Homem, Sociedade, Civilização e Barbárie (The New Leviathan or Man, Society, Civilization, and Barbarism)
- 1944 — A Ideia de Natureza (The Idea of Nature, póstuma)

### História
- 1921 — Bretanha Romana (Roman Britain)
- 1936 — Natureza Humana e História Humana (Human Nature and Human History)
- 1935 — A Imaginação Histórica (The Historical Imagination)
- 1946 — A Ideia de História (The Idea of History, póstuma)
- 1999 — Os Princípios da História (The Principles of History, póstuma)

### Arqueologia
- 1930 — Arqueologia da Britânia Romana (Archaeology of Roman Britain)
- 1936 — Britânia Romana e os Assentamentos Ingleses (Roman Britain and the English Settlements)